# جيك بال (لاعب اتحاد الرغبي)
جيك بال (بالإنجليزية: Jake Ball)‏ هو لاعب اتحاد الرغبي بريطاني، ولد في 21 يونيو 1991 في أسكوت في المملكة المتحدة.

## وصلات خارجية
- جيك بال عل موقع إسبنسكروم (الإنجليزية)
- جيك بال على موقع ItsRugby.co.uk (الإنجليزية)